# Račetice
Račetice é uma comuna checa localizada na região de Ústí nad Labem, distrito de Chomutov.